# Elektricitet i Hakarps socken

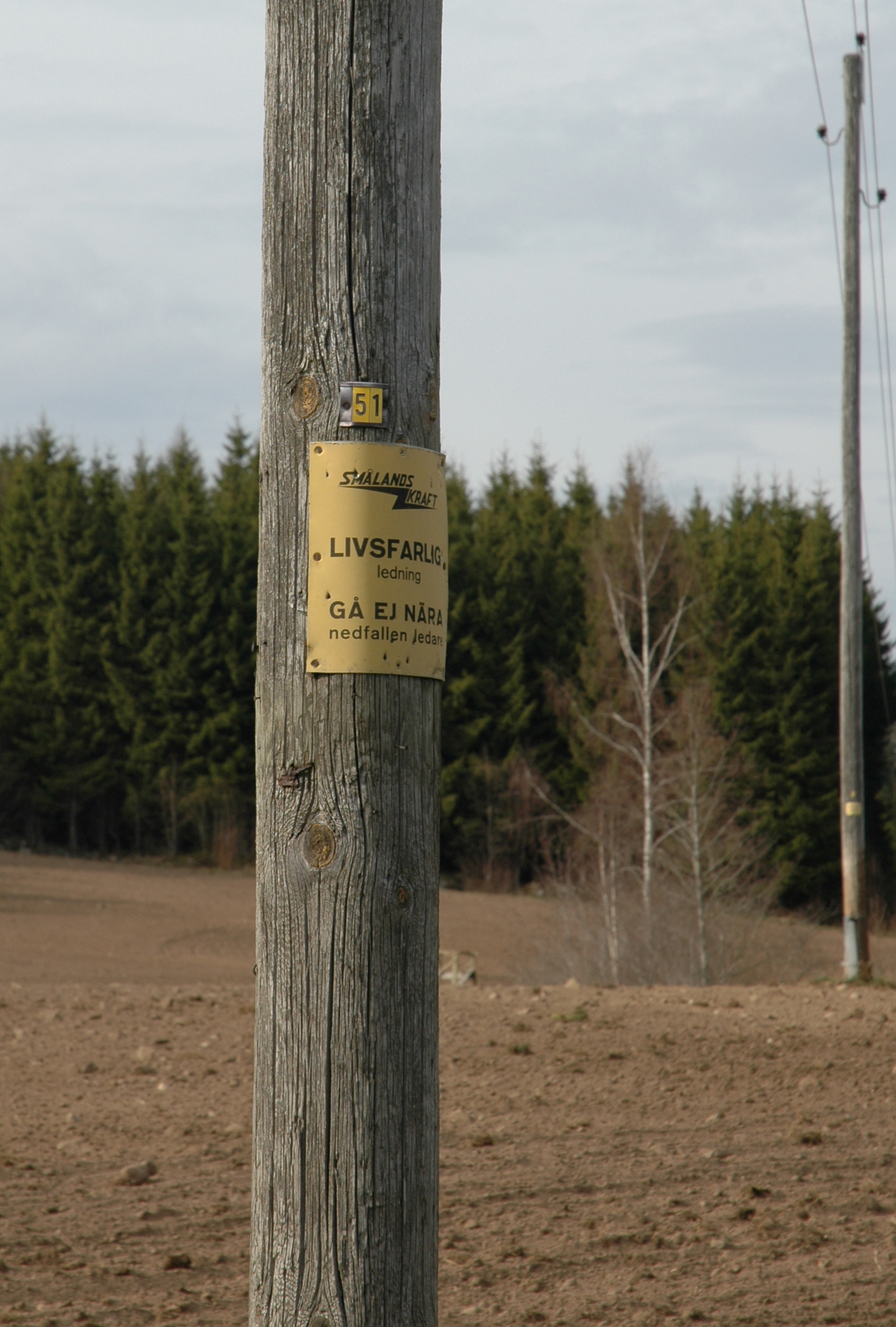
Elledning i Hakarp

Elektriciteten i Hakarps socken, Jönköpings län, har främst kommit från vattenkraften, vilket i sin tur haft stor betydelse för bildandet av bebyggelsen i Hakarps socken. Det är Huskvarnafallen samt mindre forsar och strömmar längs Huskvarnaån som givit kraft och elektricitet till fabriker och hus i området. Vattenkraften var helt avgörande för Husqvarna vapenfabrik, Stensholms Pappersbruk och Carlfors bruk. Huskvarnaåns vattenfall har länge varit betydande för industrier, och i takt med att kunskapen kring elektriciteten ökade, började man i slutet av 1800-talet ersätta skovelhjul med elgeneratorer. Det gjorde att man kunde alstra el till bland annat belysning. De vattenfall som har använts för att producera elektricitet har varit det översta av Huskvarnafallen, Carlforsfallet med 4,6 meters fallhöjd och Stensholmsfallet med 3,7 meters fallhöjd. Ebbes kraftstation drevs mellan 1906 och 1969.
Elektrifieringen av Hakarps socken omtalades första gången i Jönköpings-Posten, då tidningen berättade att Stensholms pappersbruk påbörjat övergången till elektrisk belysning i fabriken, sedan en fotogenlampa förorsakat en brand som totalförstörde fabriken den 23 november 1889.

## Historik

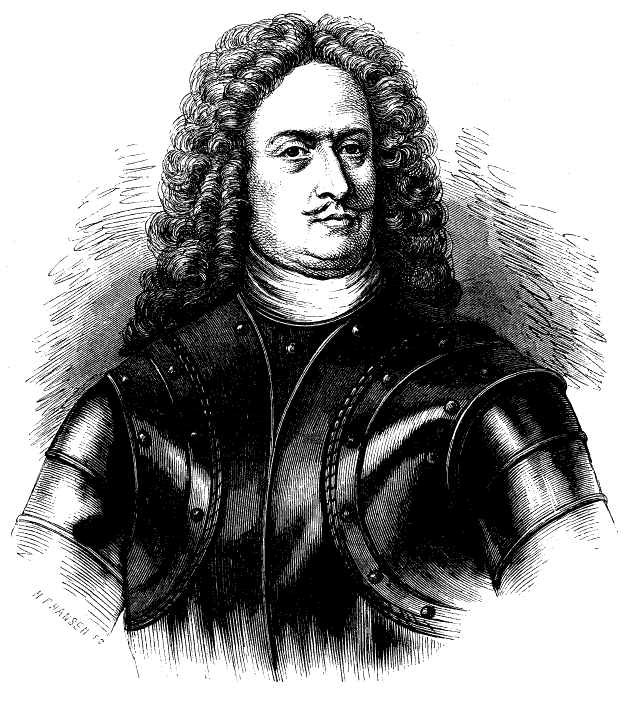
Erik Dahlbergh.

Vattenkraften har varit en förutsättning för elproduktionen i Hakarps socken. Före elektrifieringen i slutet av 1800-talet användes fallen som kraftförstärkare till olika ändamål, drift av vattenhjul med mera. Fallen i Huskvarnaån har använts som energikällor i över 300 år, av fabriker som Carlfors bruk, Stensholms Pappersbruk, Ebbes bruk och i Husqvarna. Fallen användes senare även för att skapa elektricitet åt fabrikerna, bland annat till belysning. Under 1600-talet utvanns kraft ur Huskvarnafallens nedersta delar; under seklets senare del flyttades ett gevärsfaktori till området från Dunkehallaån. Erik Dahlbergh stred för att utvidga vapenindustrin, och fick genom en uppgörelse med Sophie Skytte tillgång till en större landareal, vilken ställdes till Kronans förfogande. Trots strider om detaljer i samband med ägarbytet, kunde ett slutligt bytesbrev utfärdas den 12 december 1758. Gevärsfaktoriet utvecklades snabbt. Detta krävde, och ledde till, en utveckling av vattenkraftsutvinningen. År 1873 köpte ägarna till Ebbes bruk, Laurenius och Engberg, mark där ett vattenfall ingick, av ägaren till Fagerslätt gård. Till denna mark kom Ebbes bruk senare att förlägga sin kraftproduktion.
| ”                                     | Ljuset som var anbringat på toppen av musikpaviljongen och brann från klockan 9 till 11, frambragdes medelst en fyra hästkrafters lokomobil samt en elektricitetsmaskin av Grammes system och var så intensivt, att man kunde på ett avstånd av 250 fot obehindrat läsa fin tryckt eller skriven stil | „ |
| – Smålands Allehanda, 16 augusti 1879 | |   |

Den 15 augusti 1879 tändes det första elektriska lyset i Jönköping. Det skedde i form av belysning på ett värdshus under två timmar på kvällen. Riktig fart på elektricitetsanvändningen blev efter den 23 december 1886, sedan belysning anskaffats till delar av Östra Storgatan. Johan Luth för Luth & Roséns Elektriska AB ansökte 1887 om att starta ett elektricitetsverk i Jönköping, men ansökan avslogs av gasverksstyrelsen. Det var efter detta som den första noteringen om elektrifiering i Hakarps socken finns noterad, från Jönköpingsposten den 23 november 1889 i Stensholms pappersbruk. Bruket brann dock ner innan det elektrifierades. Nästa noterade elektricifieringsprojekt i Hakarp var Gustaf Abraham Granströms försök dra fram el till Jönköping från ett vattenkraftverk vid Ebbes bruk. Även detta nekades, på grund av de höga kostnaderna. 1909 överfördes 10 000 volt från det elkraftsverk som hade byggts vid Ebbes bruk till Munksjö AB via trefassystem till Jönköping. Året innan hade Husqvarna AB börjat producera elektricitet från Huskvarnafallens nedre delar. 1914 började Jönköpings stad köpa överskottselen. Ingen av elen gick till Huskvarna eller Hakarp, som förblev utan elektricitet.

## Stensholms bruk

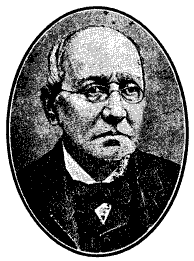
Johan Edvard Lundström.

Med 1700-talet uppstod en strid kring Stensholms vattenfall. 1684 utgjorde Huskvarnaån Stensholms och Göransbergs gräns. Nils Arvidsson Hägerflycht vid Göransbergs gård ämnade använda vattenkraften för Stensholms pappersbruk, och ett skriftligt avtal slöts mellan honom och Stensholms ägare. Överenskommelsen bestreds dock när halva seklet hade gått. Hägerflycht hade avlidit. Sondottern Helena hade övertagit runt 1751. Stensholms ägare gjorde anspråk på all mark där vattenfallet och pappersbruket låg. Utan att ha kommit överens, höll man den sista rättegången 9 november 1761. Utfallet blev, att gränsen ändrades till fördel för Eric Gustaf Queckfeldt den äldre, Stensholms ägare. En förlikning kom ändå till stånd, och pappersbruket varvid kvarnen tillföll Stensholm, medan Göransberg fick ett frälsehemman i Skärstad.

### Bröderna Lundström

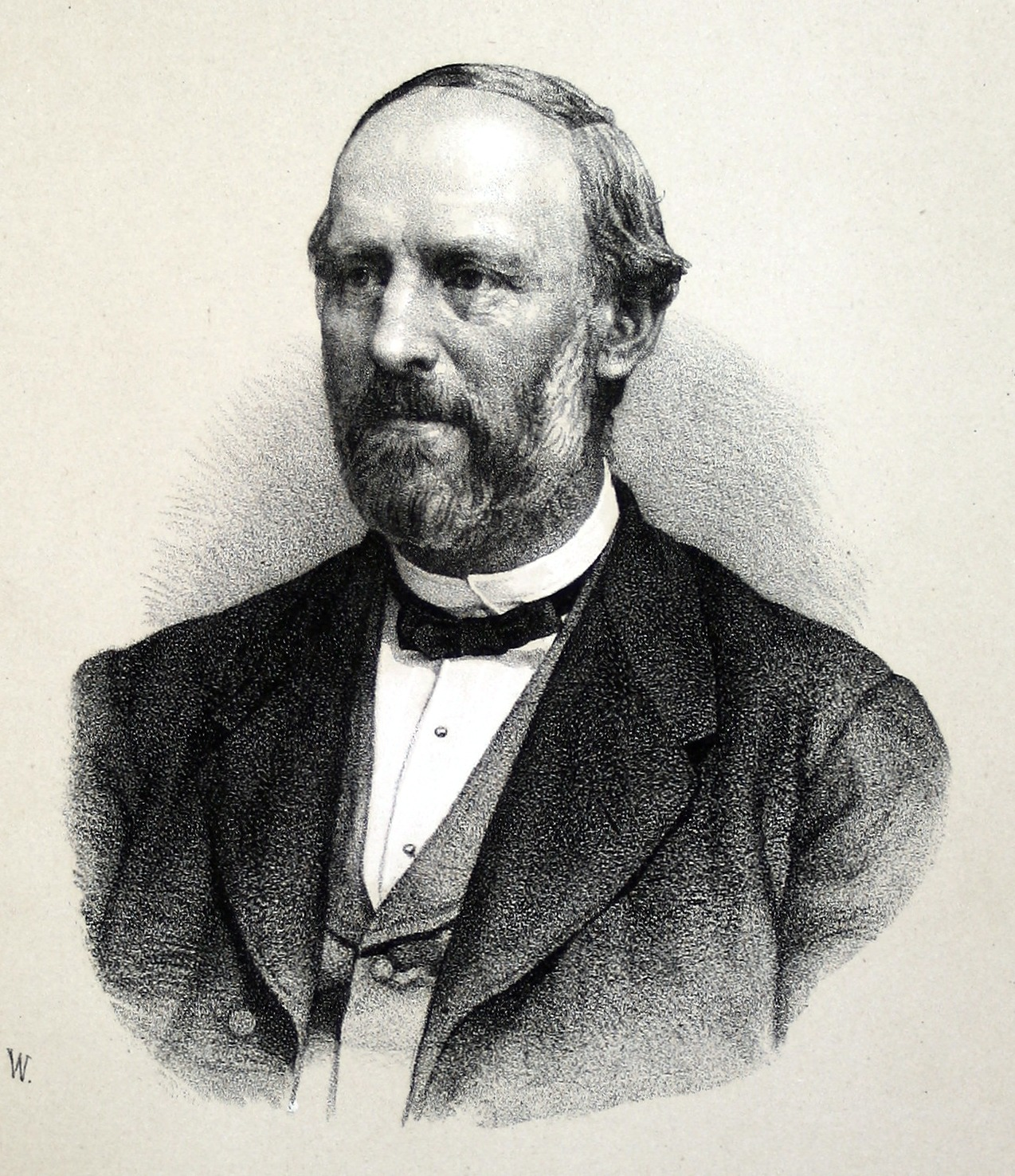
Carl Franz Lundström.

Som ett resultat av att Queckfeldts barnbarns 10 barn övertog säteriet 1821 inträffade en rad händelser som alla var viktiga för elektrifieringen av området. Syskonen hade ingen erfarenhet av att driva ett säteri, och anställde en förvaltare till egendomen och arrenderade ut pappersbruket. Arrendatorn av pappersbruket hette Johan Petter Lundström. Som tryckeriägare och tidningsutgivare använde Lundström stora mängder papper. Han köpte 1835 säteriet i Göransberg och flyttade dit. Han köpte även gårdarna Stora Tokarp och Höggärdet, som i likhet med Göransberg ägde en del av Huskvarnaån. 1846 såldes Stensholms säteri till J.M. Almqvist från Skärstad. Almqvist saknade intresse för pappersbruket, vars ägorätt följde med försäljningen, och sålde det till arrendator Lundströms söner, vilka blev de första att både äga och driva bruket. Bröderna Lundström var industrialister. Johan Edvard och Carl Frans hade tillsammans startat Jönköpings tändsticksfabrik. Johan Edvard var en av grundarna av Munksjö Pappersbruk 1862. Elektrifieringen av Hakarp, som inleddes några decennier senare, var beroende av dessa två bröders kontakter i Jönköping.
Bröderna såg på Stensholms bruk dels som en papperskälla, dels som en inkomstkälla ifall tändstickstillverkningen skulle gå dåligt. Efter en tid kvarstod Carl Frans som ende ägare, och han ville bygga om pappersbruket till sågverk. Hakarps socken var på grund av pappersframställningen dock relativt avskogad och sågverket mötte problem. Detta löstes genom att Lundström köpte två gårdar vid sjön Nätaren i Järsnäs och han öppnade ytterligare ett sågverk längs samma å. Timret forslades via åar och vattendrag till Stensholm. Detta var pågick dock inte så länge. 1857 såldes verket till ett antal köpmän, som utvidgade och rationaliserade driften.
| ”                                   | Dessa företagsamme män hava nu i de förra verkens ställe uppfört ett maskinpappersverk, med tillägnande av alla de förbättringar i denna fabrikation som hittills blivit gjorda. Det är högst intressant att se huru på en av de mest komplicerade och mest uttänkta machiner av tillsammans 30 á 40 alnars längd den efter förutgången renande behandling, i vatten upplösta lumpmassan rinner in vid ena ändan av machinen och framkommer som färdigt papper vid den andra. Stensholms Pappersbruk bör i detta hänseende kunna tävla med vilket annat som helst, då, såsom redan blivit nämnt, maskinen är inrättad efter de bästa hittills gjorda uppfinningar, och, vad som vid papperstillverkningen är av synnerlig vikt, det vatten, som drager verket är rent och klart. Då vattendraget är detsamma som längre ned bildar de bekanta Husqvarnavattenfallen, kan därav inses drivkraftens riklihet, så att bruket näppeligen är utsatt för olägenheten att någonsin behöva stanna för vattenbrist | „ |
| – Jönköpingsposten, 3 december 1859 | |   |

### Brand, återuppbyggnad och första notering om elektrifiering
Den 15 november 1864 brann hela pappersbruket ned. Med hjälp av 140 000 kronor i försäkringspengar byggdes bruket snabbt upp igen och stod klart i maj 1866. 16 personer ägde tillsammans bruket, vars värde uppgick till 250 000 riksdaler. År 1871 hade bruket 121 anställda. Vattenkraften utnyttjades maximalt vid vattenfallet. År 1867 övertog Carl Friedländer som brukets disponent. År 1874 bildade han ett bolag med två andra markägare, Laurin (Stenholm) och Stålhammar (Stora Tokarp). En anläggning för att tillverka pappersmassa vid namn Carlfors AB anlades. Pappersmassan såldes till pappersbruket i Stensholm. Vattentillgången var dock inte tillräckligt stor under hela året, och man köpte en ångmaskin som skulle driva verket när inte vattentillförseln var stor nog.
Hela bruket brann återigen ner den 23 november 1889 på grund av en fotogenlampa. När bruket brann ner höll man precis på att elektrifiera fabriken och installera elektriskt ljus, för att just fotogenbelysningen skulle utfasas. Hade elektrifieringen slutförts en vecka tidigare hade branden aldrig inträffat. Det är under denna incident som en elektrifiering i Hakarp för första gången omnämns, i Jönköpingsposten.

### Elektrifieringen av Stensholm
Efter att bruket brann ner, såldes hela företaget år 1889 till Husqvarna vapenfabriks AB som sålde det vidare påföljande år. De nya ägarna var företaget Stensholms Fabriks AB, som övertog byggnader och marken som fanns kvar, förutom vattenfallet, dammen och dammfästet som Husqvarna vapenfabrik behöll. Det rinnande vattnet ägdes av Stensholms Fabriks AB. Tidigare, när all rörelsekraft erhölls via en transmissionsaxel som gick genom maskinverkstaden, gavs maskinerna rörelsekraft genom remdrift. När allt nu var raserat införskaffades en turbin som drev en likströmsgenerator. Generatorn försörjde både maskiner och belysning med kraft, och det utvecklades senare till att innefatta bostäder och gatubelysning på det område där fabriken låg med tillhörande fabrikssamhälle. Vattenkraftsutbytet ökade alltjämt i och med att kraftstationerna samkördes. Under en kort period, efter att Ernst Pettersson tillträdde som chef för företaget, satsade man på produktion av karbidlampor, vilka genomlevde en glansperiod under första världskriget när fotogen var svårt att importera. I och med att elektriciteten blev populär minskade dock marknaden för dessa, och produktionen gick utan framgång. 1920 tillträdde Harald Dahlstedt som ny chef för företaget. Han uppgraderade många av arbetslokalerna såväl som arbetarbostäderna. 1929 ersattes likströmsgeneratorn med en växelströmsgenerator på 150 kW vilket gjorde att belysningen blev bättre och jämnare, ett resultat av hans chefskap. Det gjorde även att man kunde utöka gatubelysningen.

### Efter elektrifieringen
För dem som bodde i närheten av fabriken var vattenkraftstillgången av stor vikt. Före elektrifieringen, lystes arbetarbostäderna upp av fotogenlampor. Uppvärmningen skedde med kakelugnar. Spisarna eldades med ved, vatten hämtades med hinkar och avloppsledning saknades. Emellanåt byggdes nya hus, alla av ungefär samma karaktär. Sedan några marktvister lösts på 1940-talet byggdes flera nya hus. Inflyttning av nyanställda tvingade fram nybyggnation och upprustning av befintliga bostäder. Planer på egna hemsbebyggelse och flerfamiljshus tog form. Gatorna utrustades med gatubelysning, och husen försågs med vatten- och avloppsledningar. 1943 sålde fabriken 60 kilowattimmar (kWh) till 80 abonnenter, till ett pris på 0,08 kronor per kilowattimme enligt SOU 1948:6. Efter överläggningar med Hakarps landskommun lyckades pappersbrukets dåvarande ägare, Fredrik af Klercker, skjuta över ansvaret för gatuunderhåll på kommunen. 1949 beslutade kommunfullmäktige att man skulle avsätta 117 000 kronor för gator, ledningsnät och gatubelysning samt till underhåll detta, eftersom den dåvarande direktören vid företaget, Fredrik Wilhelm Ernston af Klercker (försäljningschef vid NK i Stockholm) ansåg det vara viktigt. Kommunen hade sakndade rätt att ta ut elavgifter. 1954 såldes fabriken till Husqvarna Vapenfabriks AB, förflyttades successivt till Halmstad och lades ner 1955 medan Husqvarna vapenfabrik övertog ägandet av mark och fastigheter. 1954 förflyttades fabriken till Halmstad och Husqvarna vapenfabrik övertog ägandet av mark och fastigheter. Idag huserar Saab Training System i lokalerna, och kraftstationen finns inte kvar.

## Carlfors bruk
Till Carlfors bruk hörde två vattenfall, på 4,6 respektive 0,8 meter i fallhöjd. Kraften från dem användes från 1500- till 1800-talet för att framställa trämassa, papper, samt för att driva sågverk och benstamp. När Stensholms bruk brann ner försvann Carlfors viktigaste köpare, och 1889 lades även detta bruk ner. Därefter förföll anläggningarna. Carl Friedländer, som ägde Ebbes bruk under tiden, samordnade tillverkningen av spisar, kaminer och liknande, med Carlfors bruk. Som ett resultat av detta började Carlfors bruk tillverka bronsfärger. Efter Friedländers död 1902 ökade produktionen och avkastning ytterligere. 1907 fick aktieägarna första gången aktieutdelning. Delar av vinsten investerades i nya maskiner, samt nya turbiner vilka installerades 1908.
De nya turbinerna var en enkelturbin på 12 hk och en dubbelturbin på 52 hk. Dubbelturbinen användes för att driva fabriken, och enkelturbinen för att ge fabriken belysning. Belysning installerades i både fabriken, i närliggande arbetarbostäder och kontor samt andra bostäder. 1930 brann det i fabriken, och det värdefulla som var kvar bestod i kraftanläggningen. Därefter anlades ett aluminiumverk år 1933. Ett lån beviljades till en kraftstation som uppfördes mellan 1936 och 1937. Kraftstation producerade el motsvarande 1,2 miljoner kilowattimmar per år. I kraftstationen fanns en kaplanturbin som gav 300 hk vid en fallhöjd på 3,75 meter, och, vid den maximala fallhöjden på 4,3 meter, 385 hk. En generator på 250 kilowatt ingick även. 1938 ingick Carlfors och Husqvarna ett avtal angående en vapenfabrik. Bruket fick rätt att ta kraft från vapenfabriken under den tid på året när vattentillförseln inte var lika stor, huvudsakligen under sommarhalvåret. Efter att energiförbrukning hade ökat ytterligare, skrevs avtalet om 1946.
Vid 1940-talets slut översteg förbrukningen tillgången, och en ny transformator anskaffades. Med denna blev bruket nära nog självförsörjande på elektricitet, med en årlig kilowattimmeproduktion på mellan 1,2 och 1,3 miljoner kilowattimmar per år. Nivån var tillräcklig fram till 1950-talets slut, då bruket behövde konsumera allt mer utstående elkraft. 1973 stod bruket för 15 procent av den totala elkonsumtionen, och man förbrukade mer än 1 000 m3 olja och 200 m3 mineralterpentin. För att minska oljeförbrukningen värmdes bruket upp av el, för att halvera oljebehovet. Man slutade samarbeta med Husqvarna AB avseende elektriciteten 1979, och köpte istället elen från Smålands kraft, och idag E.ON. Vid Carlfors bruk använder man idag (2014) uteslutande extern kraft, även om den närliggande byn (Carlfors) genom ett koncessionsområde får elektricitet från kraftverket.

### Elektrifiering
År 1908 installerades en enkelturbin på 12 hästkraft. Denna turbin användes till belysning i fabriken, bostaden där arbetarna bodde samt disponentbostaden. På grund av arbetsbrist under andra världskriget, samt en låg lönenivå, såg sig ledningen för Carlfors bruk nödsakad att få personalen att stanna kvar. Detta gjorde man genom att år 1943 uppföra två nya arbetarbostäder samt reparera den befintliga. På den ordinära hyran, som på fem år skulle uppgå till 2000 kronor, lades en elavgift till för belysningen av bostäderna. Denna elavgift var på 6 öre per kilowattimme. Senare samma år ämnade man få personalen att bygga egna hem, och man erbjöd därför vatten- och avlopp och el till ett belopp av det man sparade från hyran som avskrevs på 10 år. Det året såldes 10 kilowattimmar till 10 abonnenter. Varje kilowattime kostade 7 öre, och kom från brukets egna kraftstation. Bruket fortsatte med att försöka hålla nere elpriserna för att locka arbetskraft.

## Ebbes bruk

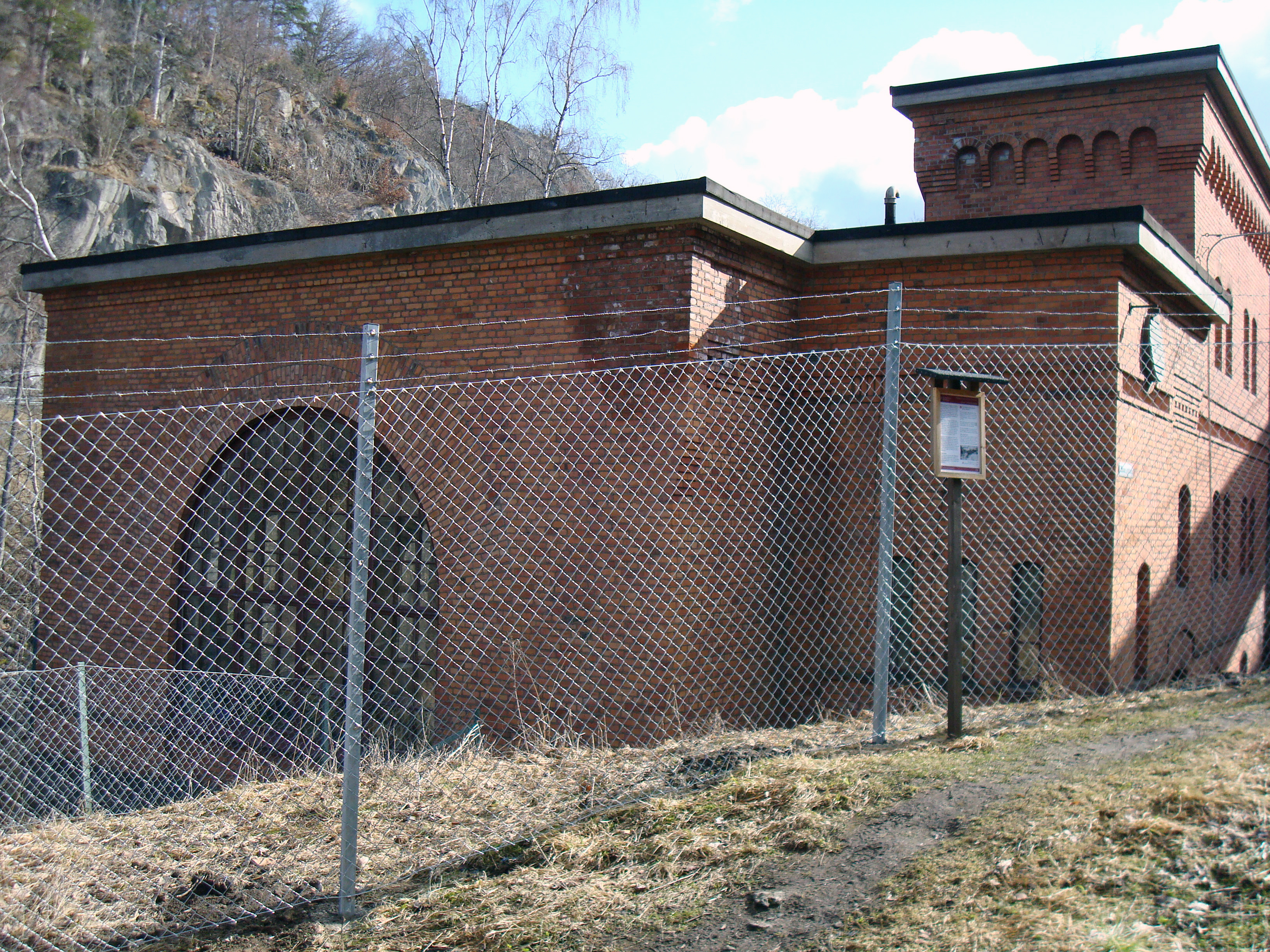
Ebbes kraftstation.

Ebbes bruk uppfördes någon gång under 1800-talets mitt av bröderna Engberg från Norrland. Bruket tog sitt namn efter en gammal kvarn vid området, Ebbes kvarn. Carl Friedländer fick intresse för bruket under 1860-talets senare hälft. Ebbes bruk hade stor vattenkraftskapacitet men ett svårtillgängligt läge. 1873 uppförde Friedländer tillsammans med Olof Engberg och Carl Laurenius "Ebbes Jerngjuteri" vid en nyförvärvad avstyckning, "Stensholm 1:3". Kraften kom från en vattenturbin, som gav dem gott om vattenkraft. Efter Friedländers och Laurenius avhopp låg dock driften nere redan 1877–1878.
1878–1879 tog Friedländer över som ensam ägare, och Laurenius fick där anställning. Dessa byggde om och utvidgade bruket, så att det 1881 huserade 41 anställda, och tio år senare 90 anställda. Fotogenlampor var en flaggskeppsprodukt bland andra. Dessa lampor var nära i området för upplysning av hem innan elektrifieringen. Vid denna tid användes två vattenturbiner som kraftförsörjning för hela bruket. Den ena försörjde blåsmaskinen och verkstaden, medan den andra belyste området. I Ebbes bruks mark- och vattenrätt ingick dock ytterligare tre vattenfall. Dessa ville Munksjö AB lägga beslag på, och köpte senare hela bruket inklusive rätter för 135 000 kronor, 1899. Friedländer hade enligt kontraktet rätt att arrendera bruket i 20 år till en kostnad av 6000 kronor per år. Redan 1902 överlät han dock arrendet, till lamptillverkaren Axel Örnberg. 1905 och 1914 byttes arrendatorer återigen. Munksjö AB försåg bruket med den elektricitet som behövdes. Tillverkning fortsatte till det lades ner 1966. Därefter hyrde olika företag byggnaderna, innan de revs 1990 för att ge plats åt bostadshus. Kraftstationen finns dock kvar.

## Elektricitet i samhällen

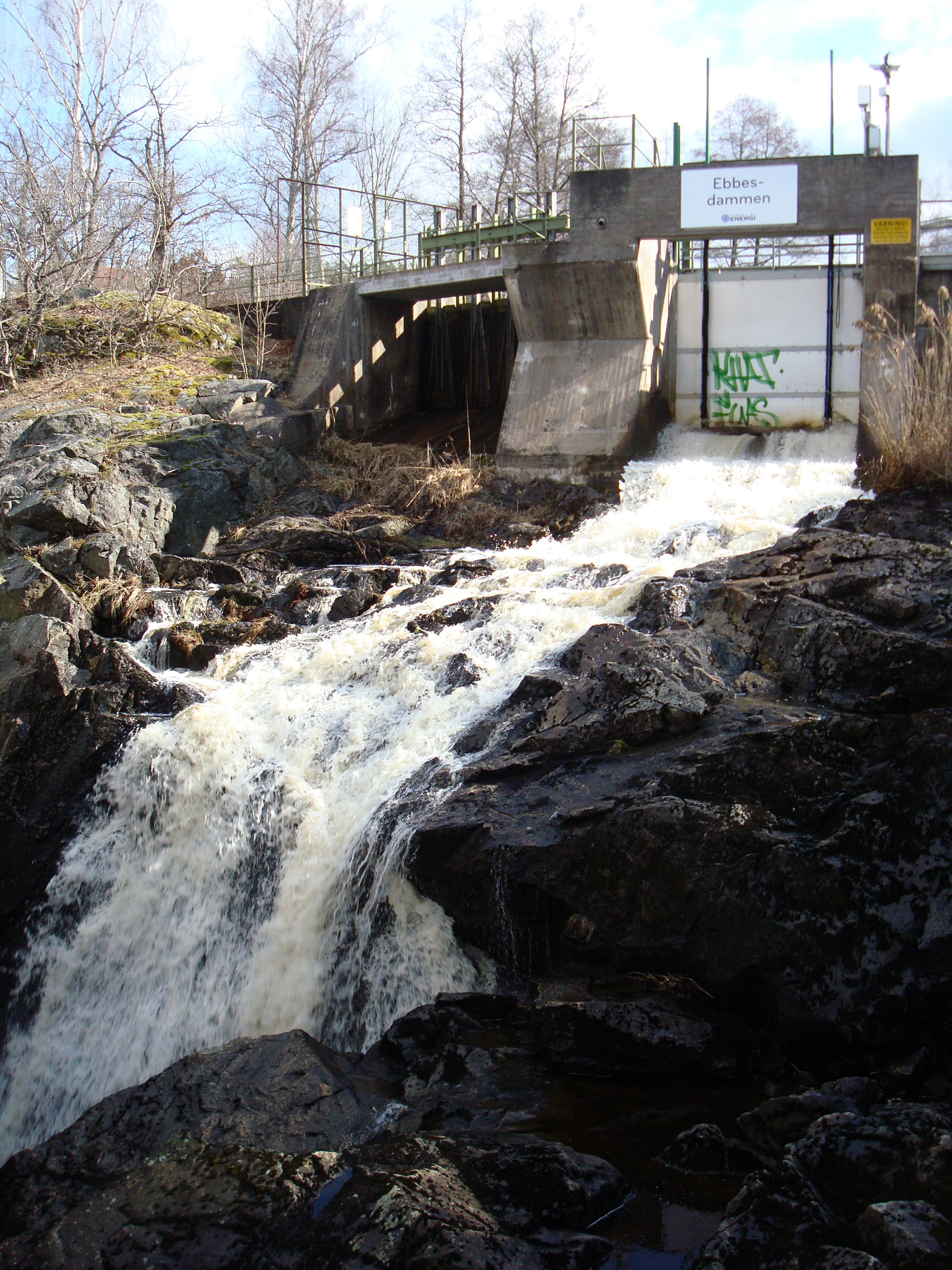
Huskvarnafallet i Hakarp drivs av Jönköping Energi

1918–1919 installerades elektrisk kraft på Stensholms säteri. Smålands kraft hade då byggt Hakarps första ledningar. Det var bara människo- och djurhusen som fick belysning, medan maskiner och liknande fick elektricitet 1942. Ebbes bruk tillverkade länge fotogenlampor, vilket gjorde att den närliggande bebyggelsen länge hade haft upplysta hem. Under första världskrigets slutskede uppstod en stor fotogenbrist, vilket gjorde att invånarna var påmanande om att anslutas till elnäten.

## Nutid
Idag finns två dominerande elproducenter i Hakarps socken; Jönköping Energi och E.ON. Ebbes kraftstation är inte längre i bruk, utan drivs som museum av Hakarps hembygdsförening. Husqvarnas kraftverk ägs av Jönköpings Energi, och svarar tillsammans med Röttles kraftverk för mellan 5 och 6 procent av elproduktionen i Jönköping. Den goda effekten beror hög fallhöjderna. "Huskvarnaåns Kraft AB" administrerar de vattenfall i Hakarp som Jönköping Energi tar sin vattenkraft ifrån. Bolaget saknar anställda och drivs av personal från Jönköping Energi.
Under 2010 har E.ON påbörjat en förändring av elnätet inom de delar av Hakarps socken som man försörjer med el. Gamla elledningar raseras, oisolerade ledningar byts ut mot nya isolerade, samt leds om. Nya transformatorer har placerats vid bland annat Knutstorp, i ett nybyggt bostadsområde i Hakarp, i Kikstorp, Ammarp, Eskilstorp, Stutstorp, Fagerhult, Ringsberg, Hukarp, Stibbarp och Vassarp, utöver de redan befintliga. Utskiftningen har gått under namnet Projekt Hukarp-Dalskog med så kallat "IBnr" 306359. Såväl kablar och luftledningar byts.
De boende i Stensholm och Carlfors har fått överge den lokala strömförsörjningen, och tillsammans med Petersberg, Ebbes och Jutaholm blev man först en del av Huskvarna Elverks koncessionsområde, för att idag vara en del av Jönköpings Elverks koncessionsområde, som har monopol på nätavgiften.
Dessa elledningar ingår i projektet Hukarp-Dalskog och skall bytas ut med start 2010.

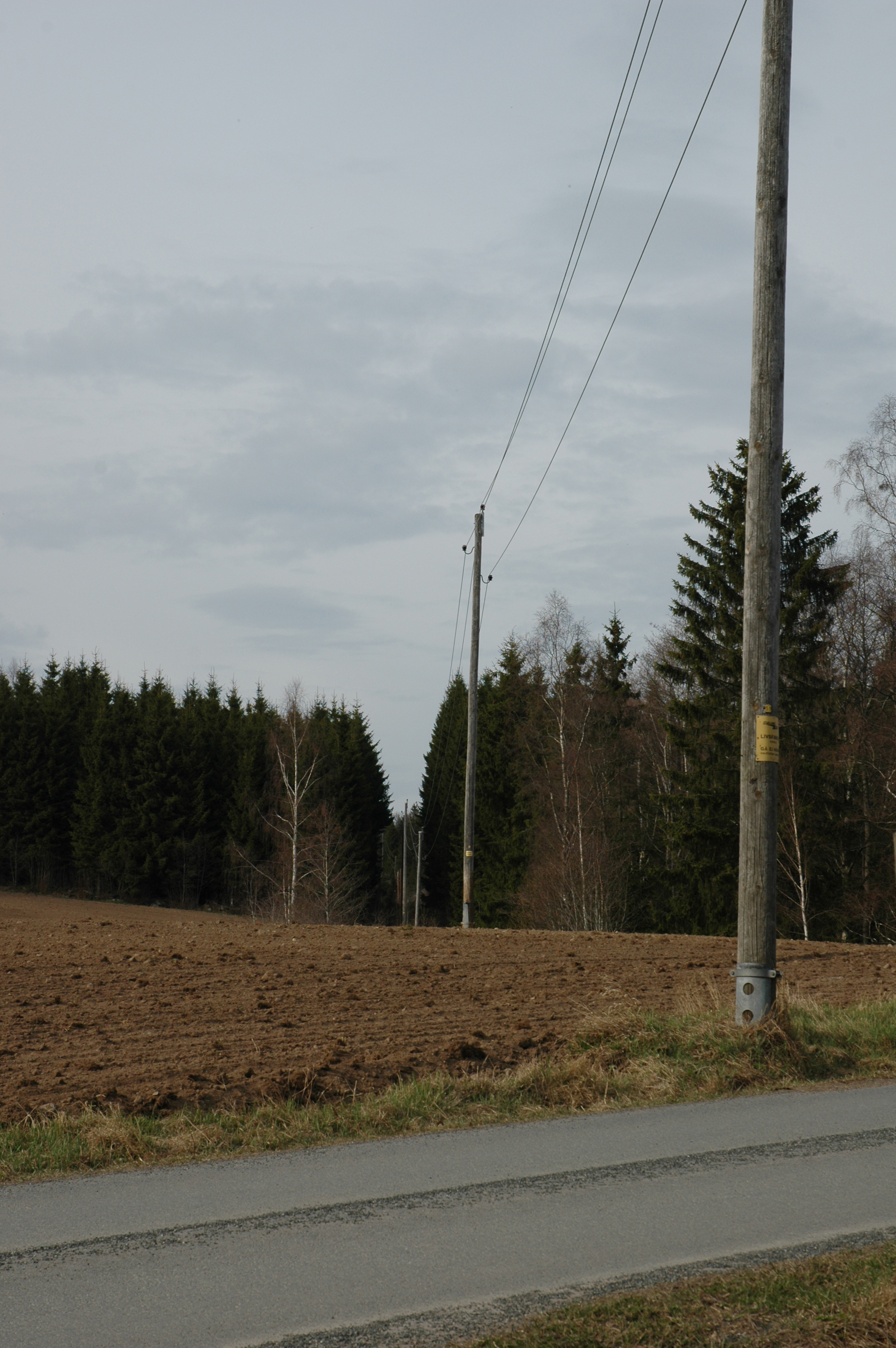
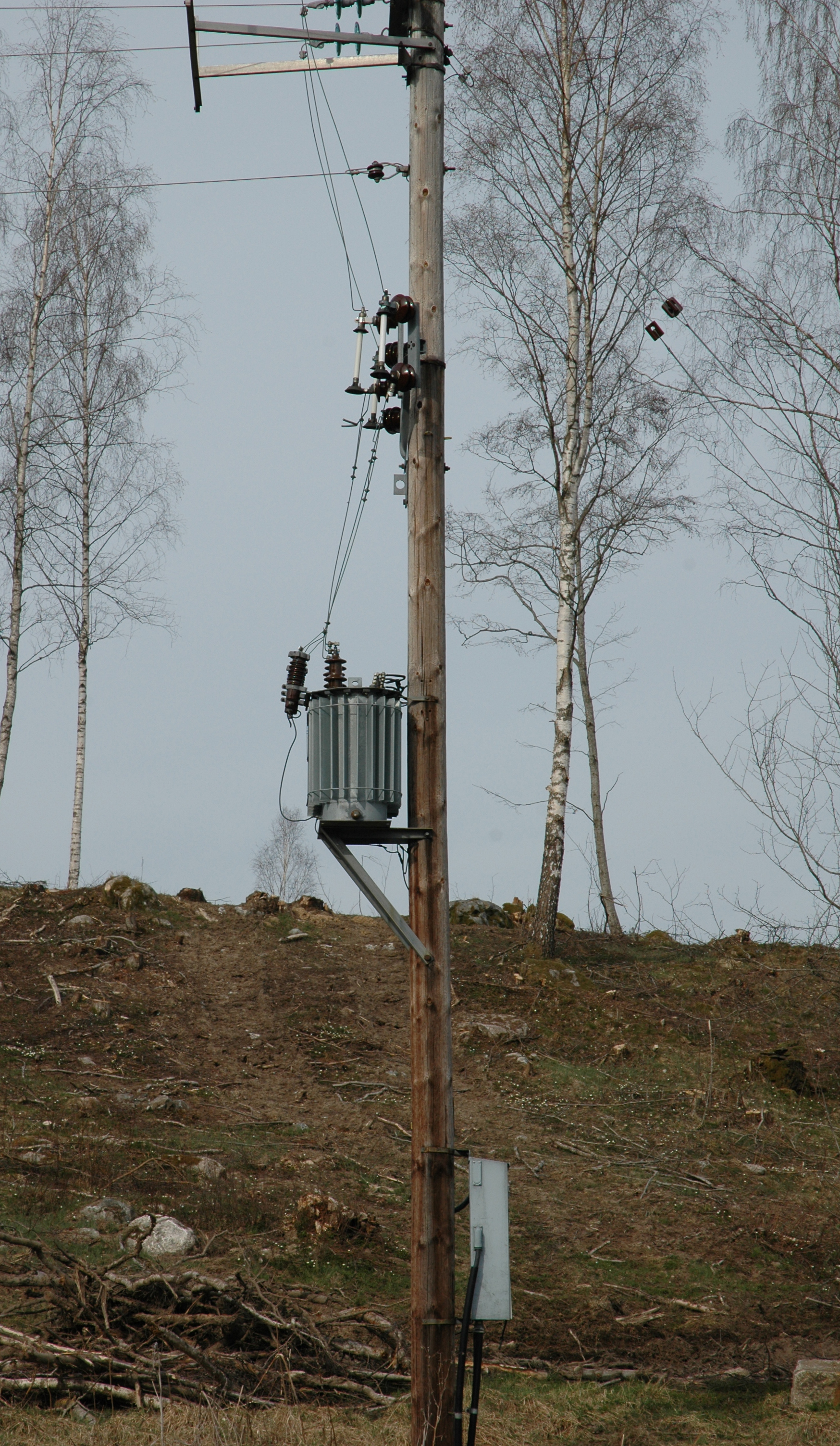
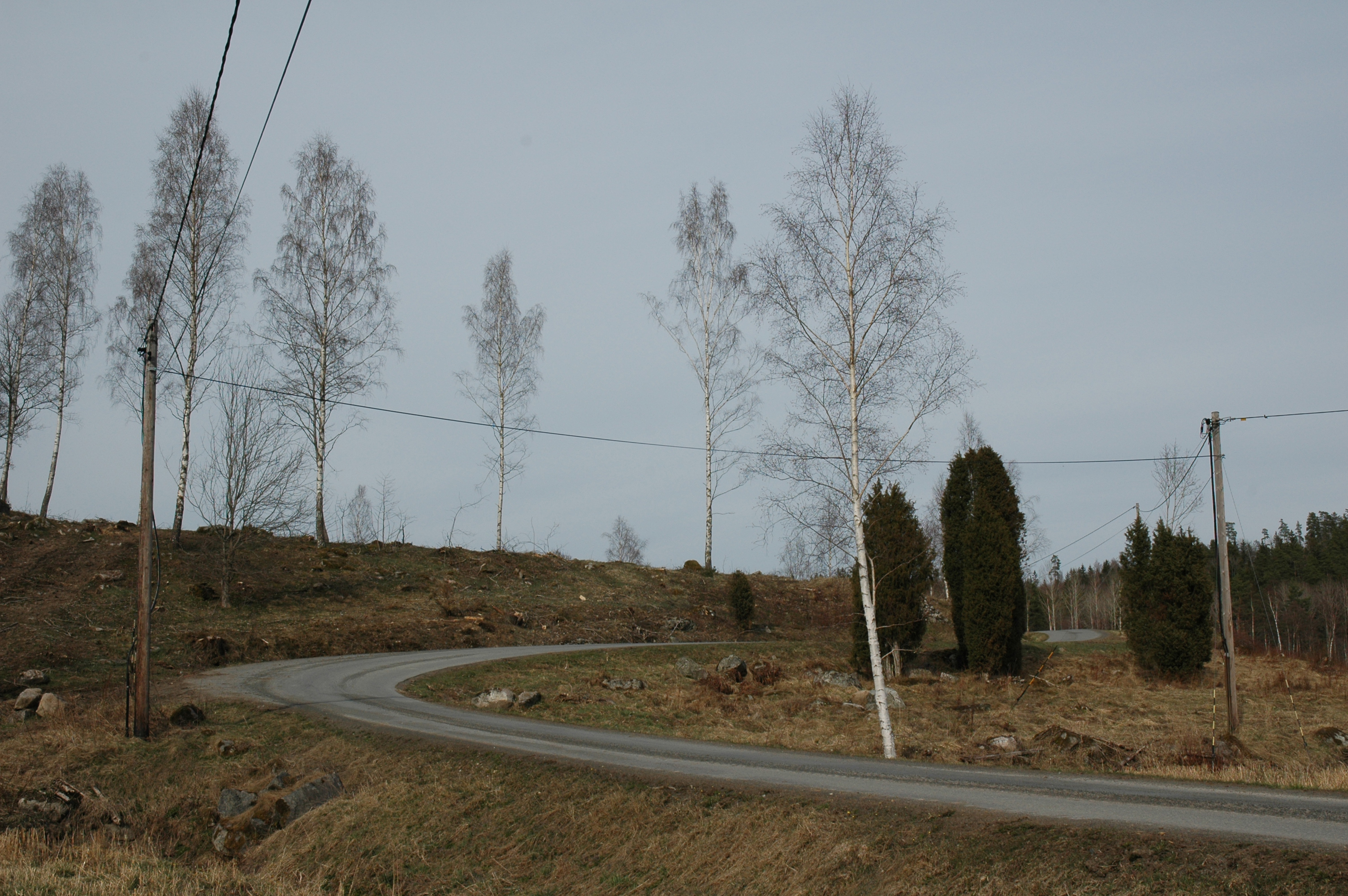
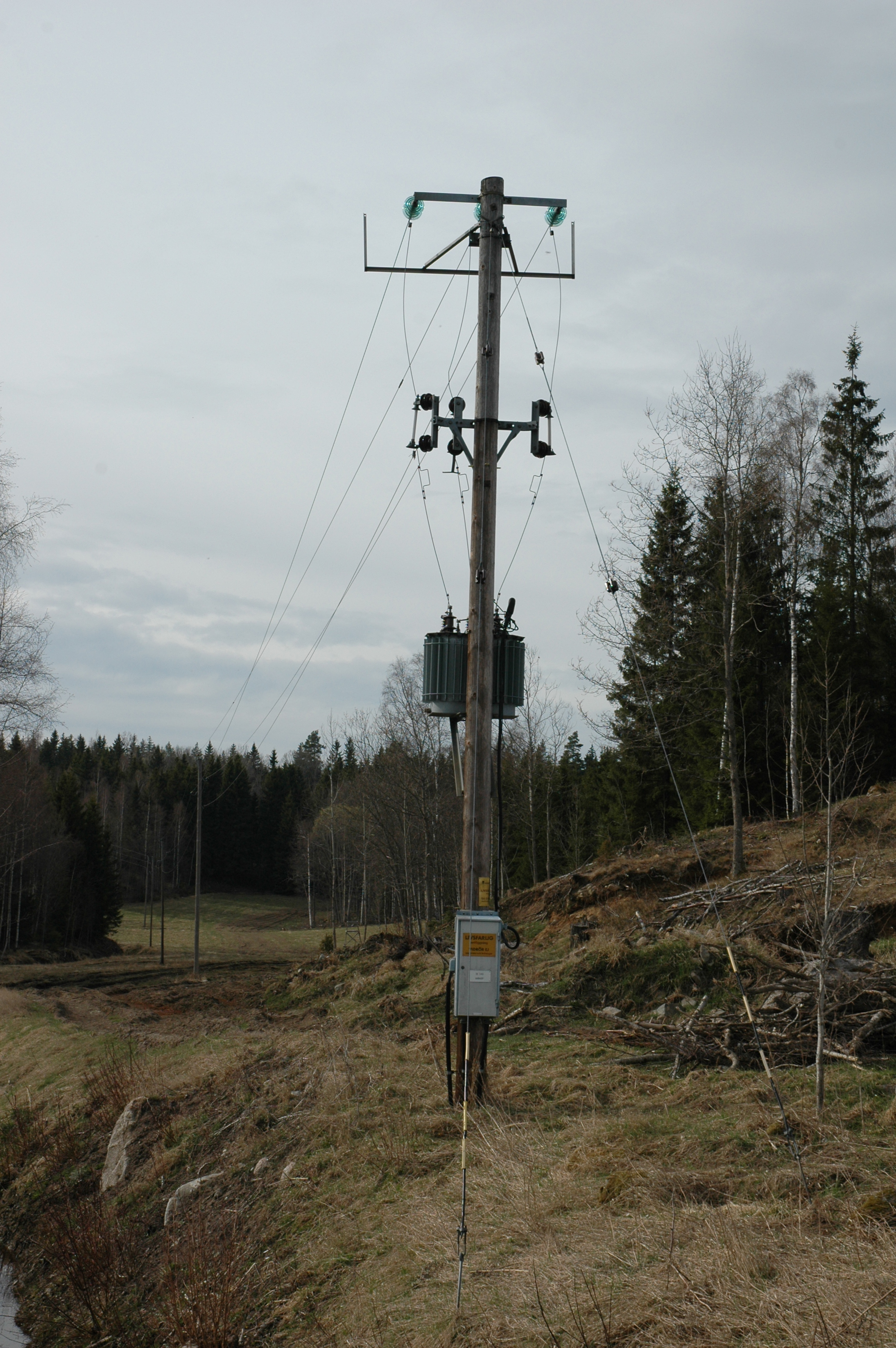

### Fotnoter
1. ↑  Detta gällde till 1975 när vattenkraften övergick till Jönköpings kommun när kommunen köpte Husqvarna AB:s kraftstation.
2. ↑  Carl Friedländer stod även som disponent för Stensholms Pappersbruk. Det bruket hade inte tillräcklig vattenkraftskapacitet, och han byggde då Carlfors AB, som tillverkade pappersmassa till Stensholm. "Carl" i Carlfors är döpt i Carl Friedländers ära.